# Grand Prix Formule 1 van Mexico 2017
De Grand Prix Formule 1 van Mexico 2017 werd verreden op 29 oktober 2017 op het Autódromo Hermanos Rodríguez. Het was de achttiende race van het kampioenschap.
Lewis Hamilton behaalde zijn vierde wereldkampioenschap nadat hij een negende plaats behaalde in de race, wat genoeg was om genoeg punten voorsprong te verkrijgen om zijn titelrivaal Sebastian Vettel voor te blijven in het restant van het seizoen.

## Achtergrond
Bij het team van Toro Rosso keert Pierre Gasly terug nadat hij de vorige race moest missen vanwege zijn verplichtingen in de Super Formula. Oorspronkelijk zou Brendon Hartley eenmalig rijden, maar voorafgaand aan de race werd bekend dat Daniil Kvjat plaats moest maken voor Gasly.

## Vrije trainingen

### Uitslagen
- Er wordt enkel de top-5 weergegeven.

| Vrije training 1 | Pos | No | Coureur          | Constructeur       | Tijd     |
| ---------------- | --- | -- | ---------------- | ------------------ | -------- |
| Vrije training 1 | 1   | 77 | Valtteri Bottas  | Mercedes           | 1:17.824 |
| Vrije training 1 | 2   | 44 | Lewis Hamilton   | Mercedes           | 1:18.290 |
| Vrije training 1 | 3   | 33 | Max Verstappen   | Red Bull-TAG Heuer | 1:18.395 |
| Vrije training 1 | 4   | 3  | Daniel Ricciardo | Red Bull-TAG Heuer | 1:18.421 |
| Vrije training 1 | 5   | 5  | Sebastian Vettel | Ferrari            | 1:18.586 |
| Vrije training 2 | Pos | No | Coureur          | Constructeur       | Tijd     |
| Vrije training 2 | 1   | 3  | Daniel Ricciardo | Red Bull-TAG Heuer | 1:17.801 |
| Vrije training 2 | 2   | 44 | Lewis Hamilton   | Mercedes           | 1:17.932 |
| Vrije training 2 | 3   | 33 | Max Verstappen   | Red Bull-TAG Heuer | 1:17.964 |
| Vrije training 2 | 4   | 5  | Sebastian Vettel | Ferrari            | 1:18.051 |
| Vrije training 2 | 5   | 7  | Kimi Räikkönen   | Ferrari            | 1:18.142 |
| Vrije training 3 | Pos | No | Coureur          | Constructeur       | Tijd     |
| Vrije training 3 | 1   | 33 | Max Verstappen   | Red Bull-TAG Heuer | 1:17.113 |
| Vrije training 3 | 2   | 44 | Lewis Hamilton   | Mercedes           | 1:17.188 |
| Vrije training 3 | 3   | 5  | Sebastian Vettel | Ferrari            | 1:17.230 |
| Vrije training 3 | 4   | 77 | Valtteri Bottas  | Mercedes           | 1:17.283 |
| Vrije training 3 | 5   | 3  | Daniel Ricciardo | Red Bull-TAG Heuer | 1:17.361 |

Testcoureurs in vrije training 1:
 Antonio Giovinazzi (Haas-Ferrari)
 Charles Leclerc (Sauber-Ferrari)
 Sean Gelael (Toro Rosso)
 Alfonso Celis Jr. (Force India-Mercedes)

## Kwalificatie
Sebastian Vettel behaalde voor Ferrari zijn vierde pole position van het seizoen door nipt sneller te zijn dan Red Bull-coureur Max Verstappen. Lewis Hamilton eindigde voor Mercedes als derde, met zijn teamgenoot Valtteri Bottas op de vierde plaats. Ferrari-rijder Kimi Räikkönen kwalificeerde zich als vijfde, terwijl Force India-coureur Esteban Ocon op de zesde plaats knap de als zevende geëindigde Red Bull van Daniel Ricciardo achter zich wist te houden. De top 10 werd afgesloten door de Renault-coureurs Nico Hülkenberg en Carlos Sainz jr. en de andere Force India van Sergio Pérez.
Toro Rosso-coureur Pierre Gasly en McLaren-coureurs Fernando Alonso en Stoffel Vandoorne kregen na afloop van de kwalificatie straffen van respectievelijk vijf, twintig en vijfendertig startplaatsen omdat zij allemaal onderdelen van hun motor moesten wisselen. Ook Red Bull-rijder Daniel Ricciardo en de Toro Rosso-coureur Brendon Hartley kregen gridpenalty's van twintig strafplaatsen vanwege het wisselen van onderdelen van de motor.

### Kwalificatieuitslag
| Pos                 | No | Coureur           | Constructeur         | Q1        | Q2        | Q3       | Grid |
| ------------------- | -- | ----------------- | -------------------- | --------- | --------- | -------- | ---- |
| 1                   | 5  | Sebastian Vettel  | Ferrari              | 1:17.665  | 1:16.870  | 1:16.488 | 1    |
| 2                   | 33 | Max Verstappen    | Red Bull-TAG Heuer   | 1:17.630  | 1:16.524  | 1:16.574 | 2    |
| 3                   | 44 | Lewis Hamilton    | Mercedes             | 1:17.518  | 1:17.035  | 1:16.934 | 3    |
| 4                   | 77 | Valtteri Bottas   | Mercedes             | 1:17:578  | 1:17.161  | 1:16.958 | 4    |
| 5                   | 7  | Kimi Räikkönen    | Ferrari              | 1:18.148  | 1:17.534  | 1:17.238 | 5    |
| 6                   | 31 | Esteban Ocon      | Force India-Mercedes | 1:18.336  | 1:17.827  | 1:17.437 | 6    |
| 7                   | 3  | Daniel Ricciardo  | Red Bull-TAG Heuer   | 1:18.208  | 1:17.631  | 1:17.447 | 16   |
| 8                   | 27 | Nico Hülkenberg   | Renault              | 1:18.322  | 1:17.792  | 1:17.466 | 7    |
| 9                   | 55 | Carlos Sainz jr.  | Renault              | 1:18.405  | 1:17.753  | 1:17.794 | 8    |
| 10                  | 11 | Sergio Pérez      | Force India-Mercedes | 1:18.020  | 1:17.868  | 1:17.807 | 9    |
| 11                  | 19 | Felipe Massa      | Williams-Mercedes    | 1:18.570  | 1:18.099  |          | 10   |
| 12                  | 18 | Lance Stroll      | Williams-Mercedes    | 1:18.902  | 1:19.159  |          | 11   |
| 13                  | 28 | Brendon Hartley   | Toro Rosso           | 1:18.683  | geen tijd |          | 17   |
| 14                  | 14 | Fernando Alonso   | McLaren-Honda        | 1:17.710  | geen tijd |          | 18   |
| 15                  | 2  | Stoffel Vandoorne | McLaren-Honda        | 1:18.578  | geen tijd |          | 19   |
| 16                  | 9  | Marcus Ericsson   | Sauber-Ferrari       | 1:19.176  |           |          | 12   |
| 17                  | 94 | Pascal Wehrlein   | Sauber-Ferrari       | 1:19.333  |           |          | 13   |
| 18                  | 20 | Kevin Magnussen   | Haas-Ferrari         | 1:19.443  |           |          | 14   |
| 19                  | 8  | Romain Grosjean   | Haas-Ferrari         | 1:19.473  |           |          | 15   |
| 107%-tijd: 1:22.944 |    |                   |                      |           |           |          |      |
| 20                  | 10 | Pierre Gasly      | Toro Rosso           | geen tijd |           |          | 20   |

## Wedstrijd
De race werd gewonnen door Max Verstappen, die zijn tweede zege van het seizoen behaalde en de derde Grand Prix-overwinning in zijn carrière.
Titelkandidaten Sebastian Vettel en Lewis Hamilton raakten elkaar in de derde bocht. Vettel moest vervolgens een pitstop maken voor een nieuwe voorvleugel, en Hamilton moest naar binnen voor een lekke band. Valtteri Bottas eindigde op de tweede plaats, terwijl Kimi Räikkönen het podium compleet maakte. Vettel wist ondanks zijn problemen als vierde te eindigen. Esteban Ocon evenaarde met een vijfde positie zijn beste resultaat van het seizoen, terwijl Williams-coureur Lance Stroll zesde werd. Sergio Pérez eindigde in zijn thuisrace op de zevende plaats en hield Haas-rijder Kevin Magnussen achter zich. Hamilton werd negende en behaalde hiermee zijn vierde wereldtitel, terwijl Fernando Alonso de top 10 compleet maakte.

### Raceuitslag
| Pos. | No. | Coureur           | Constructeur         | Rondes | Tijd/Oorzaak uitval | Grid | Punten |
| ---- | --- | ----------------- | -------------------- | ------ | ------------------- | ---- | ------ |
| 1    | 33  | Max Verstappen    | Red Bull-TAG Heuer   | 71     | 1:36:26.552         | 2    | 25     |
| 2    | 77  | Valtteri Bottas   | Mercedes             | 71     | +19.678             | 4    | 18     |
| 3    | 7   | Kimi Räikkönen    | Ferrari              | 71     | +54.007             | 5    | 15     |
| 4    | 5   | Sebastian Vettel  | Ferrari              | 71     | +1:10.078           | 1    | 12     |
| 5    | 31  | Esteban Ocon      | Force India-Mercedes | 70     | +1 ronde            | 6    | 10     |
| 6    | 18  | Lance Stroll      | Williams-Mercedes    | 70     | +1 ronde            | 11   | 8      |
| 7    | 11  | Sergio Pérez      | Force India-Mercedes | 70     | +1 ronde            | 9    | 6      |
| 8    | 20  | Kevin Magnussen   | Haas-Ferrari         | 70     | +1 ronde            | 14   | 4      |
| 9    | 44  | Lewis Hamilton    | Mercedes             | 70     | +1 ronde            | 3    | 2      |
| 10   | 14  | Fernando Alonso   | McLaren-Honda        | 70     | +1 ronde            | 18   | 1      |
| 11   | 19  | Felipe Massa      | Williams-Mercedes    | 70     | +1 ronde            | 10   |        |
| 12   | 2   | Stoffel Vandoorne | McLaren-Honda        | 70     | +1 ronde            | 19   |        |
| 13   | 10  | Pierre Gasly      | Toro Rosso           | 70     | +1 ronde            | 20   |        |
| 14   | 94  | Pascal Wehrlein   | Sauber-Ferrari       | 69     | +2 ronden           | 13   |        |
| 15   | 8   | Romain Grosjean   | Haas-Ferrari         | 69     | +2 ronden           | 15   |        |
| DNF  | 55  | Carlos Sainz jr.  | Renault              | 59     | Motor               | 8    |        |
| DNF  | 9   | Marcus Ericsson   | Sauber-Ferrari       | 55     | Motor               | 12   |        |
| DNF  | 28  | Brendon Hartley   | Toro Rosso           | 30     | Motor               | 17   |        |
| DNF  | 27  | Nico Hülkenberg   | Renault              | 24     | Elektrisch          | 7    |        |
| DNF  | 3   | Daniel Ricciardo  | Red Bull-TAG Heuer   | 5      | Motor               | 16   |        |

## Tussenstanden Grand Prix
Betreft tussenstanden na afloop van de race.

### Coureurs
| Positie | No. | Rijder           | Team                 | Punten |
| ------- | --- | ---------------- | -------------------- | ------ |
| 01      | 44  | Lewis Hamilton   | Mercedes             | 333    |
| 02      | 5   | Sebastian Vettel | Ferrari              | 277    |
| 03      | 77  | Valtteri Bottas  | Mercedes             | 262    |
| 04      | 3   | Daniel Ricciardo | Red Bull-TAG Heuer   | 192    |
| 05      | 7   | Kimi Räikkönen   | Ferrari              | 178    |
| 06      | 33  | Max Verstappen   | Red Bull-TAG Heuer   | 148    |
| 07      | 11  | Sergio Pérez     | Force India-Mercedes | 92     |
| 08      | 31  | Esteban Ocon     | Force India-Mercedes | 83     |
| 09      | 55  | Carlos Sainz jr. | Renault              | 54     |
| 10      | 18  | Lance Stroll     | Williams-Mercedes    | 40     |

### Constructeurs
| Positie | Team                 | Punten |
| ------- | -------------------- | ------ |
| 01      | Mercedes             | 595    |
| 02      | Ferrari              | 455    |
| 03      | Red Bull-TAG Heuer   | 340    |
| 04      | Force India-Mercedes | 175    |
| 05      | Williams-Mercedes    | 76     |
| 06      | Toro Rosso           | 53     |
| 07      | Renault              | 48     |
| 08      | Haas-Ferrari         | 47     |
| 09      | McLaren-Honda        | 24     |
| 10      | Sauber-Ferrari       | 5      |